# Szlif brylantowy

Historyczne szlify diamentów: 1. szpiczasty kamień 2. płaski kamień 3. pojedyncze dobro 4. podwójne dobro 5. potrójne dobro 6. starszy szlif brylantowy

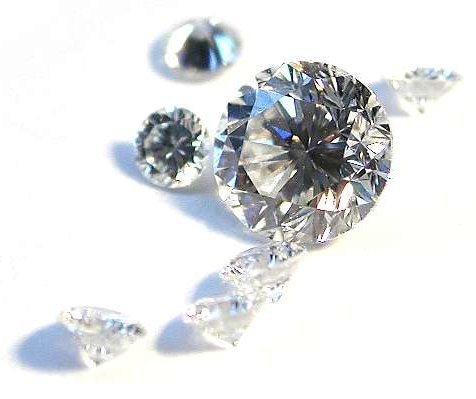
brylanty

7. współczesny szlif brylantowy

Szlif brylantowy – najbardziej znany rodzaj szlifu jubilerskiego stosowanego dla diamentu, wynaleziony w XVII wieku, który wyparł dotychczas stosowany do obróbki diamentów szlif rozetowy.
Szlif brylantowy uznawany jest za szczyt osiągnięć mistrzów jubilerstwa.
Pełny, klasyczny szlif brylantowy zawiera nie mniej niż 58 faset: 33 w koronie i 25 w podstawie, a kamień szlifowany w ten sposób, widziany w planie, jest okrągły.
Szlif brylantowy stosuje się do obróbki diamentów i innych przezroczystych kamieni.

## Historyczne szlifydiamentów
Po raz pierwszy obróbki diamentu w celu zwiększenia efektu optycznego dokonano w XII wieku. Wcześniej znano tylko kamienie surowe, których ostre krawędzie niekiedy szlifowano, a płaskie powierzchnie kryształu polerowano.
1. „Spiczasty kamień” jest pierwszym szlifem diamentu.
2. Około 1400 r. powstał „kamień gruby” (kamień tablicowy) – ośmiokątny kryształ o dużej płaskiej powierzchni (tafli) i mniejszej powierzchni na dolnym szpicu (kolet).
- W tym samym czasie, wskutek odłupywania lub zeszlifowania dwóch wierzchołków ośmiościanu powstał „cienki kamień”.

3. Od końca XV wieku dzięki zastosowaniu tarczy szlifierskiej możliwe było ulepszanie techniki szlifu fasetkowego. Tworzy się coraz więcej dodatkowych fasetek (aby zwiększyć efekty optyczne kamienia). Cztery boczne krawędzie górnej i dolnej części zostają oszlifowane do postaci fasetek. Łącznie z dolnym szpicem kamień ten, zwany „pojedyncze dobro” ma 18 fasetek.
4. Ponad bocznymi krawędziami tworzy się dalsze fasetki. Powstaje „podwójne dobro” o 34 powierzchniach i zaokrąglonym zarysie (rondyście). Szlif ten powstał z inicjatywy francuskiego kardynała Mazarina (około 1650 r.) – stąd nazwa „szlif Mazarina”.
5. Pod koniec XVII wieku szlifierz Vicenzio Peruzzi opracował szlif diamentowy o 58 powierzchniach. Fasetki są nieco nieregularne, zarys (rondysta) nie był jeszcze idealnie okrągły. Szlif ten zwany jest „potrójne dobro” lub „szlif Peruzziego” i przypominał już szlif brylantowy.
6. W XIX wieku opracowano „szlif brylantowy starszy”.
7. Doskonałość osiągnął diament dopiero dzięki współczesnemu szlifowi brylantowemu.
Szlif brylantowy opracowano około 1910 r. na podstawie dziewiętnastowiecznego „szlifu starszego”.

### Cechy szlifu brylantowego
- okrągła rondysta
- co najmniej 32 fasetki i tafla w górnej części
- co najmniej 24 fasetki i kolet, tzn. szpic niekiedy spłaszczony w dolnej części.

Określenie „brylant” bez dodatków odnosi się w sposób właściwy tylko do okrągłego diamentu o szlifie brylantowym.
Wszystkie pozostałe rodzaje szlifu należy określać, używając ich dokładnych nazw. Jednak w handlu i w języku potocznym mianem brylantów określa się zwykle wszystkie szlifowane diamenty.
Dzisiaj stosowanych jest wiele modeli nowoczesnego szlifu brylantowego, opracowanych na podstawie praktyki i obliczeń.
Najbardziej znane są następujące szlify:
- szlif Tolkowskiego (1919 r.),
- szlif „idealny” (1926 r.),
- szlif właściwy „praktyczny” (1949 r.),
- szlif Parkera (1951 r.),
- szlif standardowy skandynawski (1968 r.),
- szlify wielofasetkowe:
  - szlif King (1941 r.) – 86 fasetek,
  - szlif Magna (1949 r.) – 102 fasetki,
  - szlif Highlight (1963 r.) – 74 fasetki,
  - szlif Princess (1965 r.) – 146 fasetek,
  - szlif Radiant (1980 r.) – 70 fasetek.